# Kłąb (weterynaria)

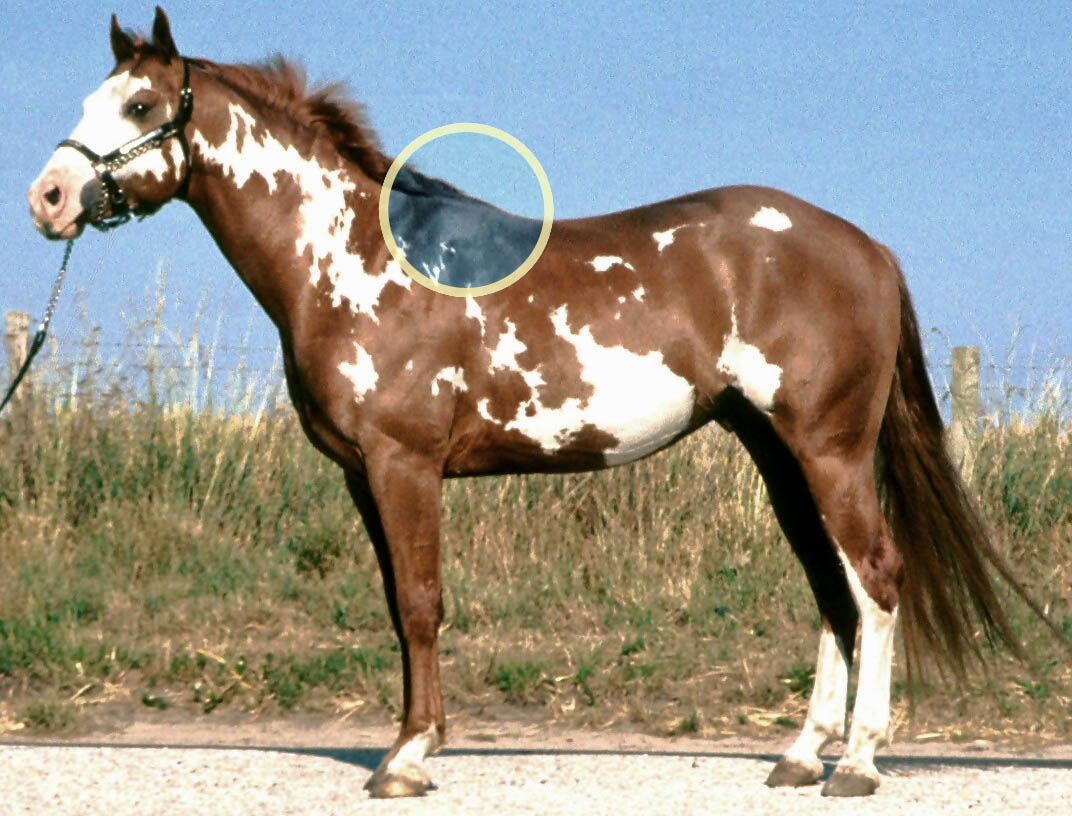
Kłąb

Kłąb (łac. cucula) – najwyżej wysunięty fragment grzbietu ssaka, nasada szyi. Jest terminem używanym zazwyczaj w zootechnice. W medycynie weterynaryjnej przyjęło się określać tę część okolicą międzyłopatkową (łac. regio interscapularis).
U zwierząt jest punktem odniesienia (z wyjątkiem żyraf i człowieka), mierzy się tu, za pomocą laski zoometrycznej, wysokość zwierzęcia, tzw. wysokość w kłębie.

## Konie
Ponieważ kłąb jest punktem, który nie zmienia swojego położenia w trakcie ruchu względem ziemi (w przeciwieństwie do głowy), jest wykorzystywany jako punkt orientacyjny dotyczący wzrostu zwierzęcia. Wysokość koni jest niezwykle zmienna. Przeciętny koń pełnej krwi angielskiej ma 163 cm w kłębie, zaś przeciętny kuc – 147 cm. Najmniejszy koń na świecie po narodzinach mierzył 35,5 cm, zaś najwyższym koniem był ogier rasy Shire, który w wieku dorosłym osiągnął 205 cm.
Należy niezwykle uważać na koński kłąb, ponieważ w tym miejscu znajduje się kaletka maziowa.

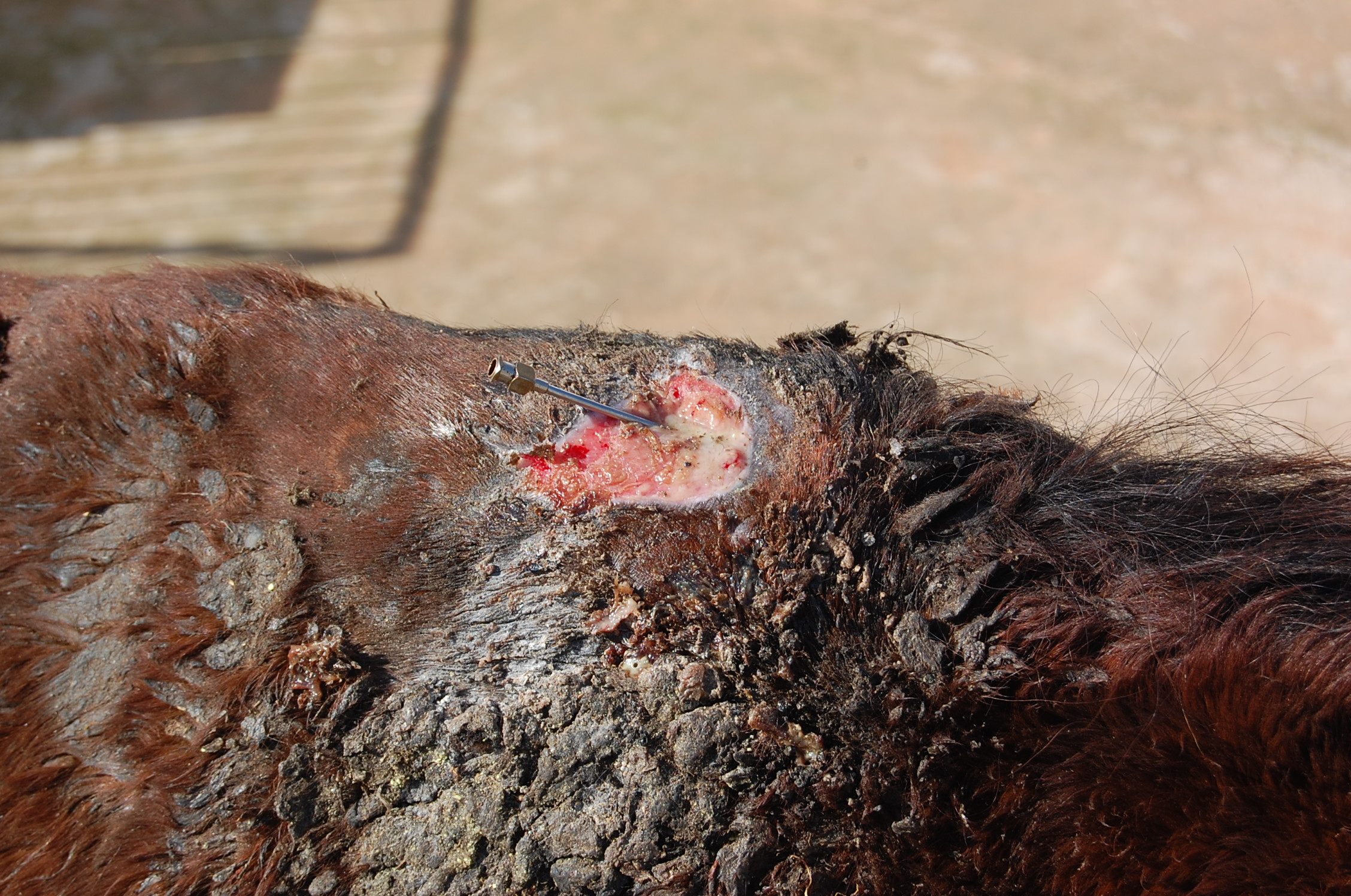
Rana na końskim kłębie.
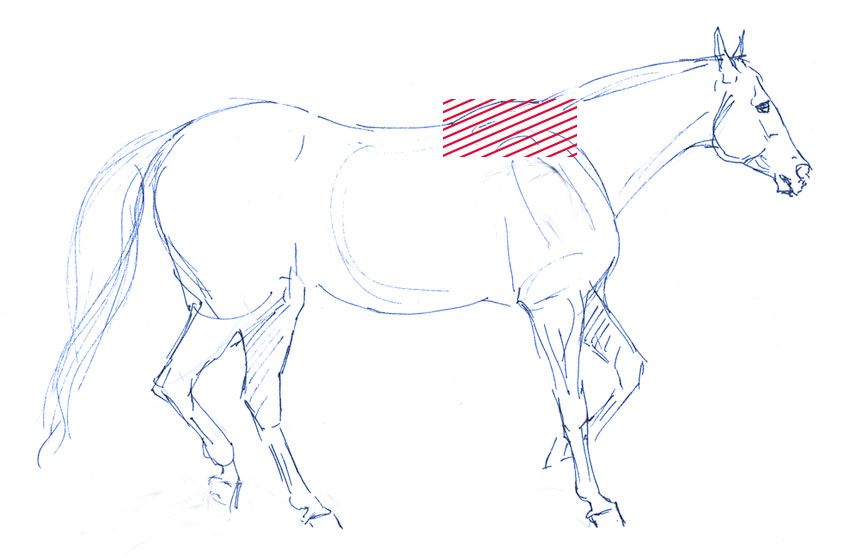
Zaznaczony koński kłąb.

## Psy

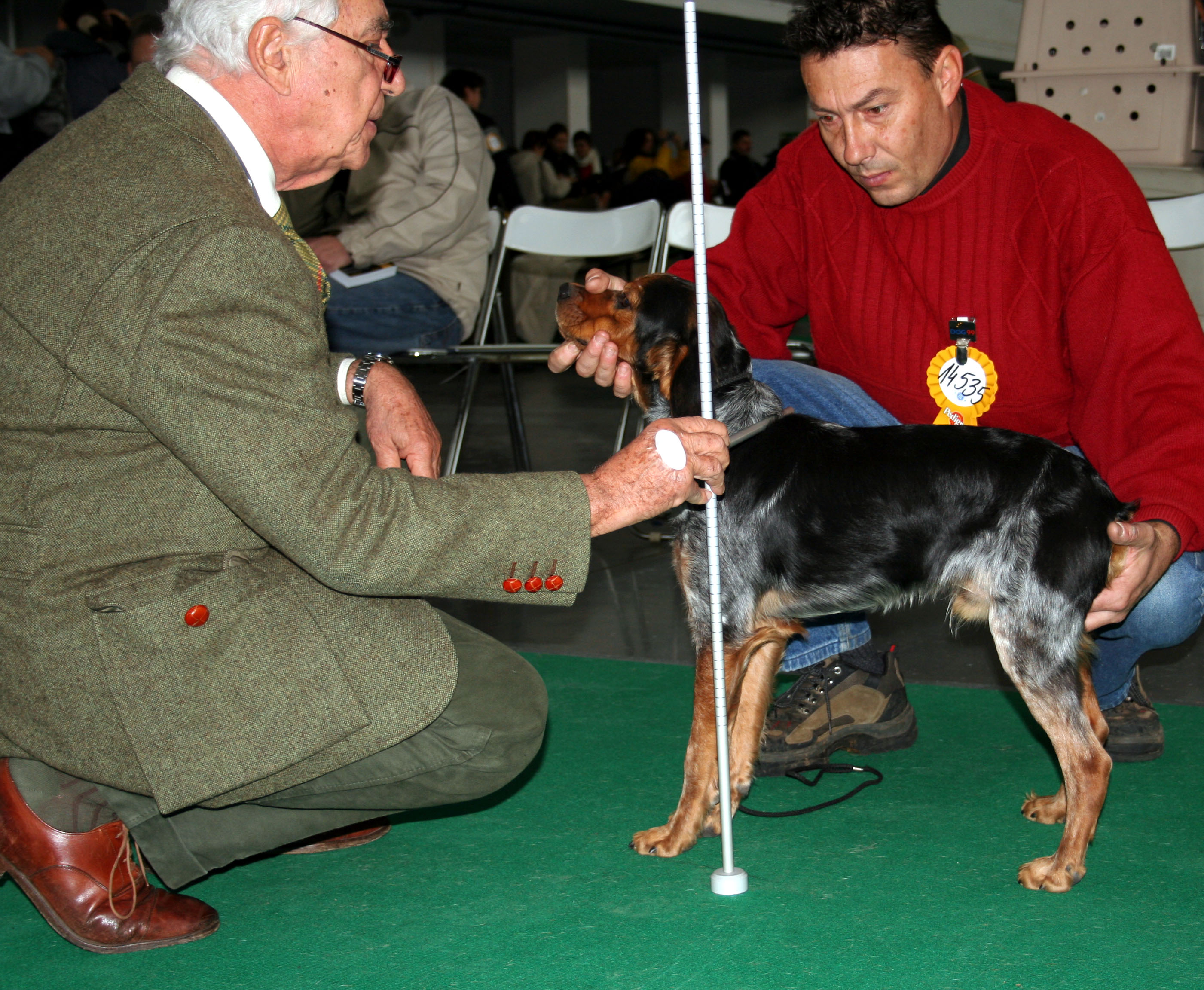
Mierzenie wysokości w kłębie u psa w trakcie wystawy.

W przypadku psów wysokość w kłębie często determinuje wysokość skoku psa w takich sportach jak agillity. Jest też istotnym czynnikiem dotyczącym spełniania standardów rasy – zbyt niskie lub zbyt wysokie psy mogą nie zostać dopuszczone do hodowli.

## Zebry
Zebry mają bardzo niski, słabo zarysowany kłąb, co utrudnia utrzymanie się siodła na ich grzbiecie.